# シェーン・ウィリアムス
シェーン・マーク・ウィリアムス MBE（Shane Mark Williams MBE, 1977年2月26日 - ）は、ウェールズ出身のラグビー選手。三菱重工相模原ダイナボアーズに所属した。代表やクラブチームでの実績の多くはウイング(WTB)としてのものであるが、スクラムハーフ(SH)でもプレーできる。2008年にIRB世界最優秀選手に選ばれた。

## 来歴
2000年2月のフランス戦でテストマッチデビュー。以来、ウェールズ代表として87テストに出場。ホームユニオン4協会（イングランド、スコットランド、ウエールズ、アイルランド）により、現在は4年ごとに結成されるドリームチーム「ブリティッシュ・アンド・アイリッシュ・ライオンズ」としても4キャップを獲得し、ライオンズでの2トライを含めて通算60トライを挙げた。これは、大畑大介（元日本代表）、デイヴィッド・キャンピージ（元オーストラリア代表）に次ぐテストマッチトライ記録。
ワールドクラスの選手としては極端に低い170cmの身長ながらトライを量産。2003年ラグビーワールドカップでは「小さな人間には大きなスペースがある」と発言している。
2012年のプロ12グランドファイナルでは決勝トライを決めオスプレイズを優勝に導いた。2014‐15シーズンを以って引退することを発表している。